# P'klichté
P'klichté ou P'klište (en macédonien П'клиште) est un village du nord-est de la Macédoine du Nord, situé dans la municipalité de Rankovtsé. Le village comptait 30 habitants en 2002.

## Démographie
Lors du recensement de 2002, le village comptait :
- Macédoniens : 30